# 高红槿
高红槿（学名：Hibiscus elatus）为锦葵科木槿属下的一个种。

## 扩展阅读
維基物種上的相關：高红槿